# クローカー (ダンジョンズ&ドラゴンズ)
クローカー(Cloaker)は、テーブルトークRPG『ダンジョンズ&ドラゴンズ』（D&D）に登場する架空の魔獣である。空中を飛翔するエイのような外見をしたこの怪物は、“外套状の怪物”という和訳の通り、身を屈めて壁面にへばりつくと壁に掛けられたコートのような形状になり、時に拝借しようとする者たちをだまし討ちにする。

## 掲載の経緯

### AD&D 第1版(1977-1988)
クローカーはアドバンスト・ダンジョンズ&ドラゴンズ（AD&D）第1版にて、ハロルド・ジョンソンとトム・モルドヴェイによる冒険シナリオ集、『Secret of the Slavers' Stockade』(1981、未訳)が初登場である。ここでは“Tenebra Complexor”(ラテン語で「闇から覆い被さるもの」ほどの意)という別名が付けられている。その後、『Monster ManualⅡ』(1983、未訳)に再掲載された。
また、クローカーの亜種、シー・クローカー(Sea Cloaker)がフリッツ・ライバーのファンタジー小説、『ファファード&グレイ・マウザー』シリーズの世界をTRPG化した『Lankhmar - City of Adventure』(1985、未訳)に登場した。

### AD&D 第2版(1989-1999)
AD&D 第2版ではフォーゴトン・レルムのモンスターを扱った『Monstrous Compendium Forgotten Realms Appendix』(1989、未訳)に登場し、『Monstrous Manual』(1993、未訳)に再掲載された。
また、第2版で改訂された『Lankhmar - City of Adventure』(1993、未訳)や、『Newhon』(1990、未訳)、『Fritz Leiber's Lankhmar』(1996、未訳)にシー・クローカーが登場した。
フォーゴトン・レルム世界のサプリメント、『Menzoberranzan』(1992、未訳)では強力なクローカー・ロード(Cloaker Load)が登場した。
レイヴンロフト世界を扱った『Ravenloft Monstrous Compendium Appendix III: Creatures of Darkness』(1994、未訳)では、影と化したシャドゥ・クローカー(Shadow Cloaker)、煌びやかなマントのような外見で人間生物に寄生するレスプレンデント・クローカー(Resplendent Cloaker)、そしてアンデッドになったアンデッド・クローカー(Undead Cloaker)が登場した。

### D&D 第3版(2000-2002)、D&D 第3.5版(2003-2007)
D&D第3版では『モンスターマニュアル』(2000)に登場し、3.5版でも改訂版『モンスターマニュアル』(2005)に登場した。
『Monstrous Compendium: Monsters of Faerun』(2001、邦題『フェイルーンのモンスター』)にはクローカー・ロードが再登場した。
異次元出身のモンスターを扱った『Lords of Madness: The Book of Aberrations』(2005、未訳)には地下都市でクローカーの群れを率いるシャドゥクローク・エルダー(Shadowcloak Elder)が登場した。

### D&D 第4版(2008-)
D&D第4版では、『モンスター・マニュアルⅢ』(2009)に以下の個体が登場している。
- クローカーの待ち伏せ屋／Cloaker Ambusher
- クローカー・ロード／Cloaker Lord

### D&D 第5版(2014-)
D&D第5版では、『モンスター・マニュアル』(2014)に登場している

## D&D以外のテーブルトークRPG

### パスファインダーRPG
D&D3.5版のシステムを継承するパスファインダーRPGにてクローカーは『ベスティアリィ』(2009)に登場している。モンスターの生態を扱った『Dungeon Denizens Revisited』(2009、未訳)にはクローカーも紹介されている。

## 肉体的特徴
クローカーの体長は8フィート(約240cm)、体重は100ポンド(約45kg)ほどである。クローカー・ロードは一般的なクローカーよりは巨大とされている。
クローカーの外見は版ごとに異なっている。
AD&D第1版、『Secret of the Slavers' Stockade』では四角い布に牙をむいた顔と手がついた一反木綿のような姿をしている。AD&D第2版になると背中が黒く、内側が白いシーツに顔と手が付いた、よりマントに近い姿になった。第3版以降は現在に続くエイに似た外見をするようになった。亜種であるシー・クローカーは第2版でもエイに似た外見をしている。
以下は第3版以降に定着した外見を元に描写する。
クローカーの外見はエイによく似ており、翼状のヒレの先には象牙色の爪がある。胴体の背面は黒く、腹部は白い。頭部には鋭い歯が並んだ口と赤い瞳、こめかみから伸びる鉤状の角が一対ある。そして下半身には骨張った鞭のような尻尾がある。白い爪や歯は身を屈めている時には外套の留め具のように見える。

### うめき声
クローカーは危険な超低音波を伴ううめき声を発することができる。このうめき声には相手に恐怖や狼狽、金縛りや吐き気といった変調をもたらす効果がある。

## 生態
クローカーは暗がりから襲いかかる謎めいた奇怪なモンスターである。知性はあるようだが、その偏執狂的な精神構造を理解できた者はおらず、彼らが何を目的に生きているのかは定かではない。不可解な彼らの属性は“混沌にして中立”である。
クローカーは休んでいたり、獲物を待ち伏せする際には翼を畳み身を屈める。この状態のクローカーは革製の外套やタペストリーとほとんど見分けがつかない。爪や歯は象牙製の留め具のように見える。
クローカーは同族すら信用しない一匹狼で、洞窟の天井に隠れながら獲物を慎重に見極めようとする。彼らは他のモンスターを利用するべく、後をつけたり、時には彼らの背中にへばりついて奇妙な共闘をすることもある。時折、歳を経たクローカーが人間型生物の集団を奴隷として従わせることもする。デロなどはしばしば仕えるが、ゴブリンやドラウなどが仕える時もある。獲物である冒険者が見つかったら、闇に紛れて獲物の中から誰かが孤立するのを待つ。そうして、闇の中から相手に飛びかかり、その翼で包み込んで倒すのを戦法としている。
クローカーは卵生で、通常は2から1ダースほどの卵が9〜12週間の間、母親の胎内で育ち孵化する。始めの何週間かは母親に育てられるが、5歳になる頃には成育し1人で生活するようになる。クローカーの寿命は人間と同じ程度だとされているが、その精神的疾患と危険の多さから、40歳を越えて生きている個体は多くない。ごく僅かだが、長生きした個体は外套のサイズとしてはオーガがまとうほどの大きさにまで成育し、クローカー・ロードと呼ばれるようになる。
クローカー・ロードは若きクローカーよりずっと狡猾かつ老獪で、手下のクローカーを常に従わせている。戦闘になれば、クローカー・ロードは手下が戦っている間に冒険者たちの背後に忍び寄り、一番弱そうな個体を狙う。

## 眷属
シー・クローカー(Sea Cloaker)
シー・クローカーはシモルギア(Simorgya)の沈める国(Sunken Land)に棲息しており、彼の国の支配者に従っている。普段は海の掃除屋だが、たやすく捕食者になる。
なお、『ファファード&グレイ・マウザー』シリーズでは『The Sunken Land』(邦題『沈める国』)に描写がある。
シャドゥ・クローカー(Shadow Cloaker)
シャドゥ・クローカーは影界で生まれたのかと思われる奇怪な寄生生物である。シャドゥ・クローカーは襲いかかった獲物の影に取り憑き、獲物を自在に操って自らの養分のために新たな犠牲者の耐久力を吸い取らせようとする。もし新たな獲物がいない場合、直接宿主の耐久力を吸い取る。
レスプレンデント・クローカー(Resplendent Cloaker)
レスプレンデント・クローカーは犠牲者のうなじに牙を立て、そのままマントのように張り付く奇妙な寄生生物である。このクローカーはいかなる原理か、宿主の傷を癒すことによって自らの養分にしている。その能力に関わらず、煌びやかに発光する背面と金細工のような爪や歯、宝石のように輝く瞳は非常に目立ち、多くの宿主が強盗や猛獣の餌食になっており、災厄の前触れと恐れられている。
アンデッド・クローカー(Undead Cloaker)
汚れたボロ布のようなみじめな姿をしたアンデッド・クローカーは、何らしかのアンデッドによって生命力を奪われ、ゾンビと化したレスプレンデント・クローカーの成れの果てと言われている。このクローカーも犠牲者に寄生し、他の生物から生命力を奪い取るよう操る。

## 宗教
クローカーはごくまれに数十匹が集い、集会を開くことで知られている。賢者たちによると、その席でクローカーたちは良い狩り場や身近に迫った危険などを話し合うという。クローカーの中には古代の神に仕える神官がいて、クローカーによるカルトを率いてぞっとするような儀式を行い、不吉な目的のために活動している。

## D&D世界でのクローカー

### フォーゴトン・レルムでのクローカー
フォーゴトン・レルムでクローカーおよびクローカー・ロードはアンダーダークの至る所に棲息し、より大きな集団になるとクローカー独自の都市にまで発展する。カリムシャンのマーチング山脈地下深くには、クローカー最大の都市、リングラー・ノロスがある。ドワーフの伝説によればこの都市は1万年以上変わらぬ姿を留めているという。ドワーフの哲学者たちは、この都市のクローカーたちは時の流れから隔絶しているのでは推測している。

## コンピュータゲームでのクローカー
- 『マビノギ』

宙に漂うマントのような外見をしているゴーストの一種として登場。上位種にゴーストクローカー、チャンピオンゴーストクローカーがいる。